# McFly
A McFly egy brit pop-rock együttes, akik először 2003-ban tűntek fel. A zenekar tagjai: Tom Fletcher (ének, gitár, zongora); Danny Jones (ének, gitár); Dougie Poynter (basszusgitár, vokál) és Harry Judd (dob). A zenekar neve Marty McFlytól, a Vissza a jövőbe trilógia főszereplőjétől származik (Tom javaslatára).
2006-ban a McFly szerepelt a Cserebere szerencse (Just My Luck) című filmben Lindsay Lohan és Chris Pine oldalán, aminek a főcímdalát ők játszották.
2013 novemberben bejelentették, hogy 34 állomásos közös turnéra indulnak a Busted nevű brit együttessel. Az új formáció neve McBusted. Egyedül Charlie Simpson nem csatlakozik a turnéhoz, ő 2003-ban elhagyta a Bustedet, hogy Fightstar nevű alternatív rock zenekarára koncentrálhasson.

## Diszkográfia
Albumok
- Room on the 3rd Floor (2004)
- Wonderland (2005)
- Just My Luck (2006)
- Motion in the Ocean (2006)
- All the Greatest Hits (2007)
- Radio:Active (2008)
- Above the Noise (2010)

Kislemezek
- 5 Colours in Her Hair (2004)
- Ultraviolet (2005)
- Please Please (2006)
- One For The Radio (2007)
- Do Ya/Stay With Me (2008)
- Party Girl (2010)
- Above the Noise (2010)